# Козлов, Вадим Валентинович
Вадим Валентинович Козлов (16 января 1930, Ташкент — 9 сентября 2010, Саратов) — советский и российский учёный-медик, доктор медицинских наук, профессор, специалист по судебной медицине. Основатель и заведующий кафедрой правовой психологии и судебной экспертизы Саратовской государственной академии права (1975—1995). Почётный работник высшего профессионального образования Российской Федерации.

## Биография
Вадим Валентинович Козлов родился в 16 января 1930 года в городе Ташкенте.
- 1954 год — окончил Саратовский государственный медицинский институт, затем субординатуру под руководством доктора медицинских наук Ивана Всеволодовича Скопина.
- 1954 год — 1961 год — сотрудник кафедры судебной медицины имени профессора М. И. Райского Саратовского государственного медицинского института.
- 1955 год — прошёл усовершенствование квалификации в криминалистическом отделении центральной судебно-медицинской лаборатории военно-медицинского управления Министерства обороны СССР.
- 1957 год — защита диссертации на соискание учёной степени кандидата медицинских наук на тему «Судебно-медицинское значение оружейной смазки при огнестрельных повреждениях».
- 1961 год — 1975 год — сотрудник кафедры криминалистики Саратовского юридического института имени Д. И. Курского. Читает лекции по курсам «судебная медицина» и «судебная психиатрия».
- 1974 год — защита диссертации на соискание учёной степени доктора медицинских наук на тему «Материалы к судебно-медицинскому определению степени тяжести телесных повреждений (медико-юридические диспозиции)» (научные консультанты В. М. Смольянинов и Д. П. Рассейкин).
- 1975 год — 1995 год — основатель и первый заведующий кафедрой правовой психологии и судебной экспертизы Саратовской государственной академии права.
- 1977 год — присвоено звание профессора.
- 1995 год — 2010 год — профессор кафедры правовой психологии и судебной экспертизы Саратовской государственной академии права.

Умер в 9 сентября 2010 года в Саратове. Похоронен на Еврейском кладбище города Саратова.

## Научная деятельность
Основным направлением научной деятельности профессора В. В. Козлова являлась судебная травматология, освидетельствование и экспертиза живых лиц. Участвовал в проведении судебных экспертиз, оказывал консультативную помощь работникам правоохранительных органов и экспертных учреждений.
За годы работы В. В. Козловым опубликовано более 100 научных работ из которых несколько монографий, которые выдержали несколько переизданий, а также ряд учебных пособий, до настоящего времени востребованных в различных учебных заведениях соответствующего профиля. Активно публиковался в ведущих научных журналах, таких как Правоведение, Социалистическая законность, Судебно-медицинская экспертиза.
С 1965 года являлся членом правления Научного общества судебных медиков при Саратовском государственном медицинском университете.

## Награды
- Медаль «Ветеран труда» (1984)
- Медаль ордена «За заслуги перед Отечеством» II степени (2002)[6]
- Почётный работник высшего профессионального образования Российской Федерации (1996)

## Избранная библиография

### Диссертации
- Козлов В. В. Судебно-медицинское значение оружейной смазки при огнестрельных повреждениях. Дис. … канд. мед. наук. — Саратов, 1957.
- Козлов В. В. Материалы к судебно-медицинскому определению тяжести телесных повреждений (медико-юридические диспозиции). Дис. … д-ра. мед. наук. — Новосибирск, 1974.

### Монографии, учебные пособия
- Козлов В. В. Основы экспертной оценки тяжести телесных повреждений / общ. ред. проф. В. Я. Карякин. — Саратов: Приволжское книжное издательство, 1968. — 231 с. (переиздано в 1986 году)
- Козлов В. В. Судебно-медицинское определение тяжести телесных повреждений. — Саратов: Издательство СГУ, 1976. — 254 с.
- Козлов В. В., Утехин С. В. Судебно-медицинская экспертиза при механической травме: Учебное пособие. — изд. 2-е перераб. и доп.. — Саратов: Издательство СГУ, 1988. — 100 с. (в том числе на английском языке, Charleston, 2013)
- Козлов В. В., Кирсанов В. Н., Колоколов Г. Р., Ефимов А. А. Судебно-медицинская экспертиза повреждений огнестрельным, пневматическим, атипичным оружием и взрывной травмы: Учебное пособие. — Саратов: Издательство СГАП, 2005. — 148 с. — ISBN 5-7924-0410-0.
- Козлов В. В., Новикова Е. Е. Основы судебно-психиатрической экспертизы. Общая психопатология : Учебное пособие. — М.: Флинта, 2007. — 182 с. — ISBN 978-5-9765-0117-1. (переиздано в 2012 году)

### Статьи
- Козлов В. В. О значении импрегнации серебром нервных волокон кожи для диагностики прижизненности повреждений // Судебно-медицинская экспертиза : научный журнал. — 1960. — № 1. — С. 18—21.
- Козлов В. В. Своеобразные перемещения внутренних органов при автотравме // Судебно-медицинская экспертиза : научный журнал. — 1963. — № 3. — С. 61—62.
- Иванов Л., Козлов В., Маландин И. Виноградов И. В. и др. Экспертизы на предварительном следствии. — 2-е изд., перераб. и доп. — М.: Юрид. лит., 1967. (Рецензия) // Социалистическая законность : научный журнал. — 1967. — № 12. — С. 86—87.
- Карякин В. Я., Козлов В. В. С. Д. Кустанович. «Исследование повреждений одежды в судебно-медицинской практике» (Практическое руководство). М., «Медицина», 1965, 217 стр. (Рецензия) // Судебно-медицинская экспертиза : научный журнал. — 1968. — № 1. — С. 60—61.
- Козлов В. В. Об оценке степени тяжести телесных повреждений // Правоведение : научный журнал. — 1970. — № 4. — С. 60—68.
- Козлов В., Рассейкин Д., Хайдуков Н. Дулов А. Судебная психология: Учеб. пособие. — Минск: Высш. шк., 1970. — 363 с. (Рецензия) // Социалистическая законность : научный журнал. — 1971. — № 12. — С. 85—86.